# Нојенгерс
Нојенгерс (њем. Neuengörs) општина је у њемачкој савезној држави Шлезвиг-Холштајн. Једно је од 95 општинских средишта округа Зегеберг. Према процјени из 2010. у општини је живјело 798 становника. Посједује регионалну шифру (AGS) 1060061.

## Географски и демографски подаци
Нојенгерс се налази у савезној држави Шлезвиг-Холштајн у округу Зегеберг. Општина се налази на надморској висини од 39 метара. Површина општине износи 13,4 km². У самом мјесту је, према процјени из 2010. године, живјело 798 становника. Просјечна густина становништва износи 60 становника/km².